# HD 114762
HD 114762 — тройная звезда  в созвездии Волос Вероники на расстоянии приблизительно 132 световых лет (около 40,2 парсека) от Солнца. Возраст звезды определён как около 12 млрд лет.
Вокруг звезды обращается, как минимум, одна планета.

## Характеристики
Первый компонент (HD 114762A) — жёлто-белая звезда спектрального класса F8, или F9V, или F9VgF8mF4. Видимая звёздная величина звезды — +7,3m. Масса — около 0,895 солнечной, радиус — около 1,269 солнечного, светимость — около 1,665 солнечной. Эффективная температура — около 5821 K.
Второй компонент — коричневый карлик. Масса — около 38,52 юпитерианских. Удалён на 1,589 а.е..
Третий компонент (HD 114762B) — красный карлик спектрального класса M6?V, или M9V. Видимая звёздная величина звезды — +18m. Масса — около 0,138 солнечной. Удалён на 3,3 угловых секунды (130 а.е.).

## Планетная система
В 2011 году группой астрономов было объявлено об открытии планеты HD 114762 b в системе.